# 51-ша Премія мистецтв Пексан
51-ша Церемонія Премії мистецтв Пексан (кор. 제51회 백상예술대상) — відбулася в Сеулі (Університет Кьонхі) 26 травня 2015 року. Транслювалася на телеканалі jTBC. Ведучими були Сін Дон Йоп, Кім А Чжун та Чу Вон.

## Номінанти та переможці
Повний список номінантів та переможців. Переможці виділені жирним шрифтом та подвійним хрестиком ().

### Фільм
| Тесан (Велика нагорода) - Чхве Мін Сік (актор) — «Битва за мьонрян» | |
| Найкращий фільм - «Макіяж» - «Битва за мьонрян» - «Дівчина у моїх дверей» - «Хан Кон Чжу» - «Важкий день» | Найкраща режисерська робота - Кім Сон Хун — «Важкий день» - Хон Сан Су — «Пагорб свободи» - Ім Квон Тхек — «Макіяж» - Юн Чє Кюн — «Ода моєму батькові» - Чан Лю — «Кьонджу»                                                                                              |
| Найкраща чоловіча роль - Лі Сон Гюн — «Важкий день» як детектив Ко Кон Су - Чо Чін Ун — «Важкий день» як лейтенант Пак Чхан Мін - Ан Сон Кі — «Макіяж» як пан О - Чхве Мін Сік — «Битва за мьонрян» як Лі Сунсін - Соль Кьон Гу — «Мій диктатор» як Кім Сон Ґин | Найкраща жіноча роль - Йом Чон А — «Кошик» як Сон Хі - Пе Ду На — «Дівчина у моїх дверей» як Лі Йон Нам - Кім Се Рон — «Дівчина у моїх дверей» як Сон То Хі - Сін Мін А — «Кьонджу» Як Кон Юн Хі - Сон Йо Джін — «Пірати» як Йо Воль                                     |
| Найкраща чоловіча роль другого плану - Ю Хе Чжін — «Пірати» як Чхоль Бон - Лі Кьон Йон — «Інформатор» як Лі Чан Хван - Пак Сон Ун — «Угода» як Чо Кан Чхон - Сон Се Пьок — «Дівчина у моїх дверей» як Пак Йон Ха - Ю Йон Сок — «Королівський кравець» як Король | Найкраща жіноча роль другого плану - Кім Хо Чон — «Макіяж» як Дружина пана О - Хан Є Рі — «Морський туман» як Хон Ме - Чо Йо Чон — «Одержимий» як Лі Сук Джін - Лі Чон Хьон — «Битва за мьонрян» як Пані Чон - Мун Чон Хї — «Кошик» як Хє Мі                             |
| Найкращий акторський дебют (чоловіки) - Пак Ю Чхон — «Морський туман» як Тон Сік - Бьон Йо Хан — «Соціофобія» як Чі Ун - Чо Бок Ре — «C'est Si Bon» як Сон Чхан Сік - Кан Ха Ниль — «Двадцять» як Кьон Дже - Лі Мін Хо — «Каннамський блюз» як Кім Чон Де       | Найкращий акторський дебют (жінки) - Чхон У Хї — «Хан Кон Чжу» як Хан Кон Джу - Їсом — «Червона невинність» як Ток І - Кім Соль Хьон — «Каннамський блюз» як Кан Сон Хє - Лі Ха Нї — «Тазза: Прихована картка» як президентка У - Лім Чі Йон — «Одержимий» як Чон Ка Хин |
| Найкращий режисерський дебют - Чжулі Чон — «Дівчина у моїх дверей» - Хон Сок Чже — «Соціофобія» - Чін Мо Йон — «Не перетинай ту ріку, моя кохана» - Лі Бьон Хьон — «Двадцять» - Лі Су Чжін — «Хан Кон Чжу»                                                      | Найкращий сценарій - Кім Кьон Чхан — «Кошик» - Кім Сон Хун — «Важкий день» - Лі Чхон Хьон — «Інформатор» - Лі Су Чжін — «Хан Кон Чжу» - Сім Сон Бо, Пон Чжун Хо — «Морський туман»                                                                                       |
| Нагорода за популярність (чоловіки) - Лі Мін Хо — «Каннамський блюз» як Кім Чон Де | Нагорода за популярність (жінки) - Пак Сін Хє — «Королівський кравець» як королева Чонсон |

### Телебачення
| Тесан (Велика нагорода) - На Йон Сок (режисер) — «Дідусі кращі за квіти», «Три страви на день» | Найкращий серіал - «Почув це через виноградну лозу» (SBS) - «Вбий мене, зціли мене» (MBC) - «Місен: Неповноцінне життя» (tvN) - «Удар» (SBS) - «Сталеве серце» (JTBC) |
| Найкраща розважальна програма - «Ненормальний саміт» (JTBC) - «Нескінченне випробування» (MBC) - «Повернення супермена» (KBS) - «Людина, що біжить» (SBS) - «Три страви на день» (tvN) | Найкраща освітня програма - «Одіссея їжі» (KBS) - «Сімейний шок» (EBS) - «Повстання клімату» (MBC) - «Тематичні подорожі світом» (EBS) - «Спеціальна програма: Перехресття життя» (SBS) |
| Найкраща режисерська робота - Кім Вон Сок — «Місен: Неповноцінне життя» - Ан Пхан Сок — «Почув це через виноградну лозу» - Кім Чін Ман — «Вбий мене, зціли мене» - Кім Чон Мін — «Погані хлопці» - Кім Сан Хьоп — «Мама» | Найкращий сценарій - Пак Кьон Су — «Удар» - Чін Су Ван — «Вбий мене, зціли мене» - Чон Сон Джу — «Почув це через виноградну лозу» - Кім Ун Кьон — «Сталеве серце» - Но Хі Кьон — «Це нормально, бо це кохання» |
| Найкраща чоловіча роль - Лі Сон Мін — «Місен: Неповноцінне життя» як О Сан Сік - Чо Че Хьон — «Удар» як Лі Тхе Джун, генеральний прокурор - Чі Сон — «Вбий мене, зціли мене» як Чха До Хьон / Сін Се Ґі / Перрі Пак / Ан Йо Соп / Ан Йо На / На На / Пан Х / Чха Чун Йо - Чо Ін Сон — «Це нормально, бо це кохання» як Чан Че Йоль - Кім Ре Вон — «Удар» як Пак Чон Хван                                                          | Найкраща жіноча роль - Сон Юн А — «Мама» як Хвн Син Хі - Кім Ок Бін — «Сталеве серце» як Кан Ю На - Лі Ю Рі — «Чан Бо Рі вже тут!» як Йон Мін Джон - Мун Чон Хі — «Мама» як Со Чі Ин - Пак Сін Хє — «Піноккіо» як Чхве Ін Ха                                                                                                  |
| Найкращий акторський дебют (чоловіки) - Ім Сі Ван — «Місен: Неповноцінне життя» як Чан Ки Ре - То Кьон Су — «Це нормально, бо це кохання» як Хан Кан У - Кім Те Мьон — «Місен: Неповноцінне життя» як Кім Тон Сік - Лі Джун — «Почув це через виноградну лозу» як Хан Ін Сан - Пак Хьон Сік — «Що трапилося з моєю родиною?» як Чха Таль Бон                                                                                      | Найкращий акторський дебют (жінки) - Ко А Сон — «Почув це через виноградну лозу» як Со Бом - Пек Чі Йон — «Почув це через виноградну лозу» як Чі Йон Ра - Хан Сон Хва — «Трояндові коханці» як Пек Чан Мі - Кім Силь Гі — «Відкриття кохання» як Юн Соль - Нам Чі Хьон — «Що трапилося з моєю родиною?» як Кан Со Уль         |
| Найкращий учасник розважальної програми - Чон Хьон Му — «Ненормальний саміт», «Я живу один» - Чон Хьон Дон — «Будь ласка, попіклуйтеся за моїм холодильником», «Нескінченне випробування» - Кім Сон Джу — «Будь ласка, попіклуйтеся за моїм холодильником», «Король співаків під маскою» - Сон Сі Кьон — «Полювання на відьом», «Ненормальний саміт» - Ю Се Юн — «Ненормальний саміт», «Суботнього вечора в прямому ефірі: Корея» | Найкраща учасниця розважальної програми - Лі Кук Джу — «Співмешкання — Сезон 2», «Велика комедійна ліга» - Ан Йон Мі — «Справжній чоловік: Жіночий солдат спіцальна серія 2», «Суботнього вечора в прямому ефірі: Корея» - Хо Анна — «Концерт жартів» - Чан То Йон — «Велика комедійна ліга» - Лі Йон Джа — «Привіт, раднику» |
| Нагорода за популярність (чоловіки) - Лі Чон Сок — «Піноккіо» як Чхве Таль Пхо/Кі Ха Мьон | Нагорода за популярність (жінки) - Кристаль Чон — «Занадто прекрасна для мене» як Юн Се На |

### Особливі нагороди
| Нагороди                             | Отримувач             |
| ------------------------------------ | --------------------- |
| Нагорода за моду від InStyle         | Лі Чон Че, Сін Мін А  |
| Нагорода «Глобальна зірка» від iQIYI | Лі Мін Хо, Пак Сін Хє |